# 보령군 (1948년 선거구)
보령군은 대한민국의 옛 국회의원 선거구이다. 당시 충청남도 보령군 지역을 관할했다.

## 역사
제헌 국회의원 선거를 앞두고 보령군 전 지역을 관할하는 선거구로 신설되었다.
제6대 국회의원 선거를 앞두고 서천군 선거구와 통합되어 서천군·보령군 선거구를 이루게 됨에 따라 폐지되었다.

## 역대 국회의원
| 선거   | 정당 | 정당       | 의원   |
| ------ | ---- | ---------- | ------ |
| 1948년 |      | 대동청년단 | 임석규 |
| 1950년 |      | 무소속     | 김영선 |
| 1954년 |      | 자유당     | 김영선 |
| 1958년 |      | 자유당     | 이원장 |
| 1960년 |      | 민주당     | 김영선 |

## 역대 선거 결과

### 대한민국 제헌 국회의원 선거
|  | 31.91% |

|  | 22.43% |

|  | 18.78% |

|  | 11.88% |

|  | 8.14% |

|  | 4.66% |

|  | 2.16% |

### 대한민국 제2대 국회의원 선거
|  | 15.87% |

|  | 11.44% |

|  | 10.02% |

|  | 9.86% |

|  | 9.74% |

|  | 8.60% |

|  | 7.48% |

|  | 6.93% |

|  | 6.26% |

|  | 5.71% |

|  | 2.76% |

|  | 2.45% |

|  | 1.93% |

|  | 0.88% |

### 대한민국 제3대 국회의원 선거
|  | 51.12% |

|  | 39.67% |

|  | 5.53% |

|  | 3.66% |

### 대한민국 제4대 국회의원 선거
|  | 58.33% |

|  | 38.33% |

|  | 3.32% |

|  | 0% |

### 대한민국 제5대 국회의원 선거
|  | 67.43% |

|  | 32.56% |